# Indianapolis 500 Rookie of the Year
Indianapolis 500 Rookie of the Year is een trofee die sinds 1952 jaarlijks uitgereikt wordt aan een coureur die zijn of haar debuut maakt tijdens de Indianapolis 500, de belangrijkste race in de Verenigde Staten. Vaak gaat de trofee naar de coureur die bij zijn debuut het hoogste eindigde aan de finish van alle deelnemende debutanten, maar dat is niet altijd zo. De prijs kan bijvoorbeeld ook gegeven worden aan een coureur die niet hoog eindigde aan de finish, maar die de poleposition veroverde zoals het geval was met Teo Fabi in 1983 en Tony Stewart, die op poleposition vertrok in 1996 nadat polesitter Scott Brayton verongelukt was tijdens vrije oefenritten. Af en toe wordt de prijs gedeeld door twee coureurs. Het is tevens geen criterum dat een debutant een jonge rijder hoeft te zijn, het enige criteria is dat het zijn of haar eerste deelname aan de Indy 500 is. Zo won regerend wereldkampioen Formule 1 Nigel Mansell de trofee in 1993. Daarentegen kreeg wereldkampioen Formule 1 uit 1962 Graham Hill de trofee niet, toen hij als debutant de race van 1966 won. Drie debutanten wonnen de trofee alsook de race, Juan Pablo Montoya in 2000 en Hélio Castroneves in 2001, die ervaring hadden uit de Champ Car series, toen deze raceklasse de concurrent was van de Indy Racing League, en Alexander Rossi in 2016. Lyn St. James was de eerste vrouwelijke coureur die de trofee won, later volgde Danica Patrick. Nederlander Arie Luyendyk won de trofee in 1985.

## Winnaars

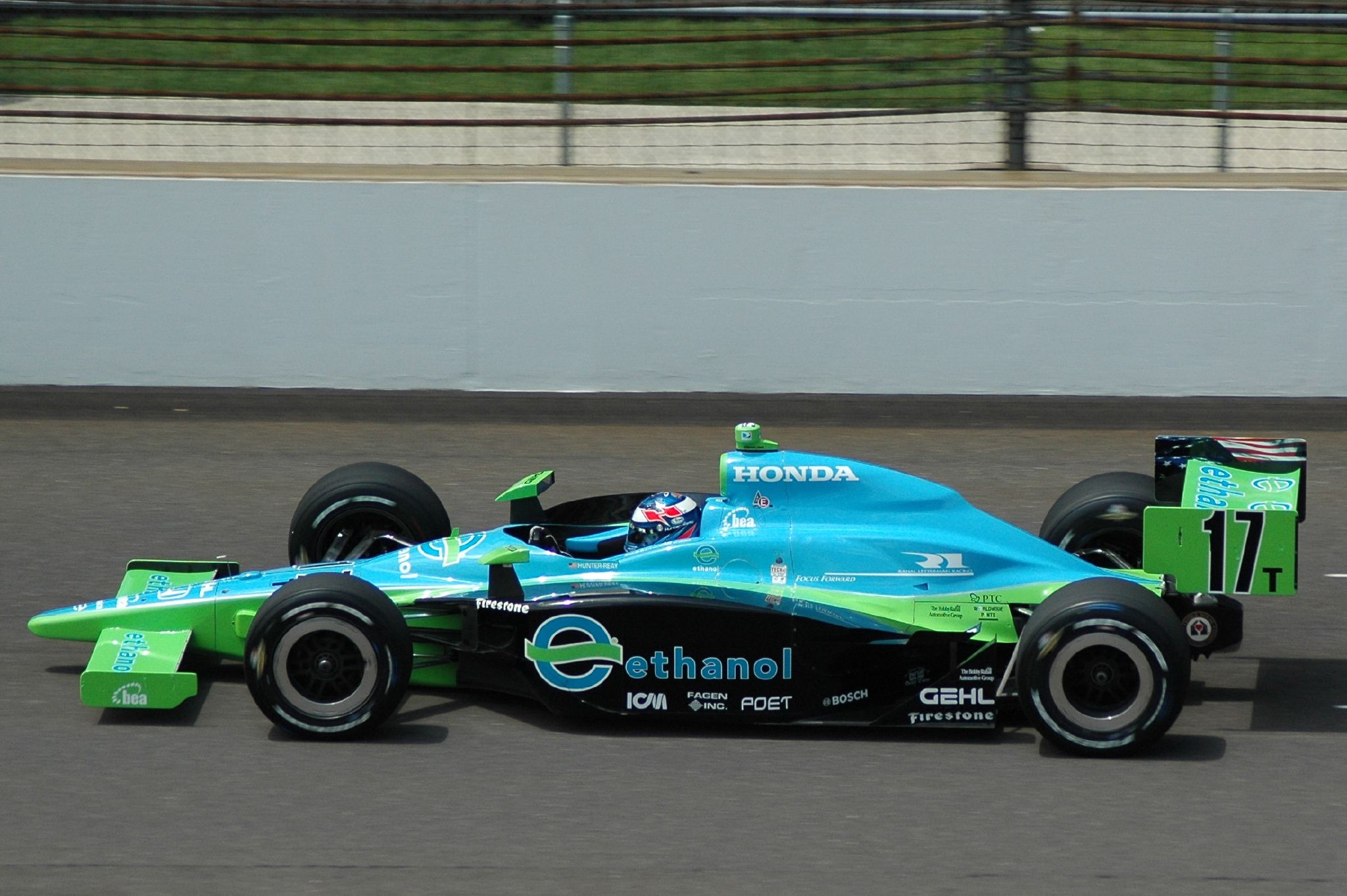
Rookie Ryan Hunter-Reay op de Indianapolis Motor Speedway in 2008.

| Jaar | Rijder               | Startgrid | Race finish |
| ---- | -------------------- | --------- | ----------- |
| 1952 | Art Cross            | 20        | 5           |
| 1953 | Jimmy Daywalt        | 21        | 6           |
| 1954 | Larry Crockett       | 25        | 9           |
| 1955 | Al Herman            | 16        | 7           |
| 1956 | Bob Veith            | 23        | 7           |
| 1957 | Don Edmunds          | 27        | 19          |
| 1958 | George Amick         | 25        | 2           |
| 1959 | Bobby Grim           | 5         | 26          |
| 1960 | Jim Hurtubise        | 23        | 18          |
| 1961 | Bobby Marshman       | 33        | 7           |
| 1961 | Parnelli Jones       | 5         | 12          |
| 1962 | Jim McElreath        | 7         | 6           |
| 1963 | Jim Clark            | 5         | 2           |
| 1964 | Johnny White         | 21        | 4           |
| 1965 | Mario Andretti       | 4         | 3           |
| 1966 | Jackie Stewart       | 11        | 6           |
| 1967 | Denny Hulme          | 24        | 4           |
| 1968 | Bill Vukovich II     | 23        | 7           |
| 1969 | Mark Donohue         | 4         | 7           |
| 1970 | Donnie Allison       | 23        | 4           |
| 1971 | Denny Zimmerman      | 28        | 8           |
| 1972 | Mike Hiss            | 25        | 7           |
| 1973 | Graham McRae         | 13        | 16          |
| 1974 | Pancho Carter        | 21        | 7           |
| 1975 | Bill Puterbaugh      | 15        | 7           |
| 1976 | Vern Schuppan        | 17        | 18          |
| 1977 | Jerry Sneva          | 16        | 10          |
| 1978 | Larry Rice           | 30        | 11          |
| 1978 | Rick Mears           | 3         | 23          |
| 1979 | Howdy Holmes         | 13        | 7           |
| 1980 | Tim Richmond         | 19        | 9           |
| 1981 | Josele Garza         | 6         | 23          |
| 1982 | Jim Hickman          | 24        | 7           |
| 1983 | Teo Fabi             | 1         | 26          |
| 1984 | Roberto Guerrero     | 7         | 2           |
| 1984 | Michael Andretti     | 4         | 5           |
| 1985 | Arie Luyendyk        | 20        | 7           |
| 1986 | Randy Lanier         | 13        | 10          |
| 1987 | Fabrizio Barbazza    | 17        | 3           |
| 1988 | Bill Vukovich III    | 23        | 14          |
| 1989 | Bernard Jourdain     | 20        | 9           |
| 1989 | Scott Pruett         | 17        | 10          |
| 1990 | Eddie Cheever        | 14        | 8           |
| 1991 | Jeff Andretti        | 11        | 15          |
| 1992 | Lyn St. James        | 27        | 11          |
| 1993 | Nigel Mansell        | 8         | 3           |
| 1994 | Jacques Villeneuve   | 4         | 2           |
| 1995 | Christian Fittipaldi | 27        | 2           |
| 1996 | Tony Stewart         | 1         | 24          |
| 1997 | Jeff Ward            | 7         | 3           |
| 1998 | Steve Knapp          | 23        | 3           |
| 1999 | Robby McGehee        | 27        | 5           |
| 2000 | Juan Pablo Montoya   | 2         | 1           |
| 2001 | Hélio Castroneves    | 11        | 1           |
| 2002 | Alex Barron          | 26        | 4           |
| 2002 | Tomas Scheckter      | 10        | 26          |
| 2003 | Toranosuke Takagi    | 7         | 5           |
| 2004 | Kosuke Matsuura      | 9         | 11          |
| 2005 | Danica Patrick       | 4         | 4           |
| 2006 | Marco Andretti       | 9         | 2           |
| 2007 | Philip Giebler       | 33        | 29          |
| 2008 | Ryan Hunter-Reay     | 20        | 6           |
| 2009 | Alex Tagliani        | 33        | 11          |
| 2010 | Simona De Silvestro  | 22        | 14          |
| 2011 | J.R. Hildebrand      | 12        | 2           |
| 2012 | Rubens Barrichello   | 10        | 11          |
| 2013 | Carlos Muñoz         | 2         | 2           |
| 2014 | Kurt Busch           | 12        | 6           |
| 2015 | Gabriel Chaves       | 26        | 16          |
| 2016 | Alexander Rossi      | 11        | 1           |
| 2017 | Fernando Alonso      | 5         | 24          |
| 2018 | Robert Wickens       | 26        | 9           |
| 2019 | Santino Ferrucci     | 23        | 7           |
| 2020 | Patricio O'Ward      | 15        | 6           |
| 2021 | Scott McLaughlin     | 17        | 20          |
| 2022 | Jimmie Johnson       | 12        | 28          |
| 2023 | Benjamin Pedersen    | 11        | 21          |
| 2024 | Kyle Larson          | 5         | 18          |
| 2025 | Robert Shwartzman    | 1         | 26          |

- De coureurs in het geel hebben een of meerdere races gewonnen op de Indianapolis Motor Speedway in hun carrière.